# Fonte di Acidalia
Con fonte di Acidalia ci si riferisce a un'antica fonte dell'antica Grecia, situata nei pressi di Orcomeno in Beozia, dove, secondo la mitologia greca, si lavavano le Grazie devote alla dea Venere, figlie sue e di Bacco. Venere veniva perciò anche definita Acidalia mater.